# Edit Kovács
Edit Kovács (ur. 9 czerwca 1954 w Veszprémie) – węgierska florecistka, trzykrotna medalistka olimpijska i wielokrotna medalistka mistrzostw świata.
Podczas igrzysk olimpijskich w Montrealu w 1976 roku wspólnie z Ildikó Schwarczenberger, Ildikó Újlaky-Rejtő, Ildikó Farkasinszky-Bóbis i Magdą Maros zajęła drużynowo trzecie miejsce. Na rozgrywanych cztery lata później igrzyskach olimpijskich w Moskwie reprezentacja Węgier w składzie: Magda Maros, Edit Kovács, Ildikó Schwarczenberger, Zsuzsanna Szőcs i Gertrúd Stefanek zdobyła brązowy medal w turnieju drużynowym. W obu przypadkach indywidualnie nie startowała. Brała również udział w igrzyskach olimpijskich w Seulu w 1988 roku, po raz kolejny zdobywając brązowy medal w zawodach drużynowych. Tym razem startowała razem z Zsuzsanną Jánosi-Németh, Gertrúd Stefanek, Zsuzsanną Szőcs i Katalin Tuschák. W zawodach indywidualnych była szesnasta.
Na mistrzostwach świata w Melbourne w 1979 roku razem ze Schwarczenberger, Stefanek, Szőcs i Maros zdobyła drużynowo srebrny medal. W tej samej konkurencji Węgierki z Kovács w składzie zdobywały następnie złoty medal na mistrzostwach świata w Lozannie (1987), srebrne podczas mistrzostw świata w Rzymie (1982) i mistrzostw świata w Barcelonie (1985) oraz brązowe na mistrzostwach świata w Clermont-Ferrand (1981) i mistrzostwach świata w Wiedniu (1983).